# Mikel Saizar
Mikel Saizar Soroa (Ibarra, Guipúzcoa, 18 de enero de 1983), más conocido futbolísticamente como Saizar, es un exfutbolista español que jugaba como portero.

## Trayectoria
Saizar comenzó a jugar en los equipos inferiores del Tolosa CF. Tras formar parte del equipo cadete y juvenil del Athletic Club, retornó al Tolosa CF. Posteriormente recaló en las categorías inferiores del Real Unión. En la temporada 2001/02 debutó con el primer equipo irundarra. En la temporada siguiente fichó por el filial de la Real Sociedad, donde tuvo una dura competencia con Zubikarai y, en su última campaña, con Toño Ramírez. Con el filial donostiarra disputaría un total de 60 partidos. A pesar de ser convocado con el primer equipo en numerosas ocasiones, incluido partidos de Liga de Campeones, no llegó a debutar. Por eso, ante la falta de oportunidades, en 2006 fichó por el Pontevedra. Con el cuadro pontevedrés jugaría durante tres temporadas y ganó una Copa Federación en 2007.
En la temporada 2009/10 se marchó a la Cultural Leonesa. En el verano de 2010 fichó por el Deportivo Guadalajara. Con el cuadro alcarreño ha conseguido un ascenso a Segunda División. A pesar de ser indiscutible durante toda la temporada 2011/12, donde disputó como titular todos los partidos oficiales, el club alcarreño decidió no renovar su contrato.
En julio de 2012 firmó por el Córdoba CF. En su primera campaña fue suplente de Alberto García, mientras que en la temporada 2013/2014, la del ascenso a Primera División, fue titular en las primeras 31 jornadas. Mikel perdió la titularidad debido a una lesión en un dedo de la mano izquierda, y fue sustituido por Juan Carlos Martín, que mantuvo el puesto hasta el final. Su debut en Primera División se produjo, el 21 de febrero de 2015, en una derrota por 1 a 2 ante el Valencia. En julio de 2015 rescindió lo que le quedaba de contrato con el Córdoba CF para fichar por el AEK Larnaca chipriota, donde jugó cuatro encuentros. El 30 de noviembre de 2016 el C.D. Numancia hizo oficial el fichaje del jugador hasta final de temporada.
En julio de 2017 firmó por el Burgos CF, donde se hizo con la titularidad y estuvo 865 minutos sin encajar gol. Dos años después, el 8 de julio de 2019, firmó por la SD Amorebieta con la que logró el ascenso a Segunda División en 2021.
En septiembre de 2022, tras su retirada, se incorporó a la Real Sociedad "C" como entrenador de porteros.

## Clubes
| Club                          | País   | Años      |
| ----------------------------- | ------ | --------- |
| Real Unión                    | España | 2001-2002 |
| Real Sociedad "B"             | España | 2002-2006 |
| Pontevedra Club de Fútbol     | España | 2006-2009 |
| Cultural y Deportiva Leonesa  | España | 2009-2010 |
| CD Guadalajara                | España | 2010-2012 |
| Córdoba CF                    | España | 2012-2015 |
| AEK Larnaca                   | Chipre | 2015-2016 |
| C.D. Numancia                 | España | 2016-2017 |
| Burgos                        | España | 2017-2019 |
| Sociedad Deportiva Amorebieta | España | 2019-2022 |